# Louise Alder
Louise Alder (geboren am 25. November 1986 in London) ist eine britische Opernsängerin (Sopran).

## Leben
Louise Alder stammt aus einer Musikerfamilie. Als Kind tanzte sie und lernte die Violine. Sie besuchte die Lady Margaret School in Fulham, London und spielte die Violine im London School’s Symphony Orchestre. Alder studierte an der Universität Edinburgh, wo sie im Studententheater Bühnenerfahrungen sammelte, und begann erst an der International Opera School des Royal College of Music eine Ausbildung zur Opernsängerin.
Sie erhielt 2017 bei den International Opera Awards den Young Singer Award sowie bei der BBC Cardiff Singer of the World Competition den Publikumspreis.
Seit 2014/2015 singt Alder im Ensemble der Oper Frankfurt und trat dort als Gilda (Rigoletto), Atalanta (Xerxes), Cleopatra (Giulio Cesare in Egitto), Füchsin Schlaukopf (Das schlaue Füchslein), Sophie (Der Rosenkavalier), Susanna (Le nozze di Figaro), Gretel (Hänsel und Gretel) und Juliette Vermont (Der Graf von Luxemburg) auf.
Als Gast sang sie in der Londoner Royal Festival Hall und im Wiener Musikverein, bei den BBC Proms und in Glyndebourne, sowie an der Welsh National Opera in Cardiff, an der Garsington Opera, am Royal Opera House Covent Garden in London sowie in Bukarest.
Sie produzierte 2017 mit Joseph Middleton bei Orchid Classics eine CD mit Liedern von Richard Strauss, weitere CD-Aufnahmen folgten.
2022 wurde sie als Sophie in einer Serie von Otto Schenks Inszenierung von Richard Strauss' Rosenkavalier an der Wiener Staatsoper gefeiert.

## Aufnahmen
- Through Life and Love, solo recital of Strauss songs with pianist Joseph Middleton, released in July 2017 by Orchid Classics.
- The Rape of Lucretia, Glyndebourne Festival Opera, DVD, Opus Arte.
- L'Orontea, Oper Frankfurt, Ivor Bolton, Oehms Classics.
- Der Graf von Luxemburg, Oper Frankfurt, Eun Sun Kim, Oehms Classics.
- The Great War Symphony,Patrick Hawes, Classic FM.